# Tre Sassi

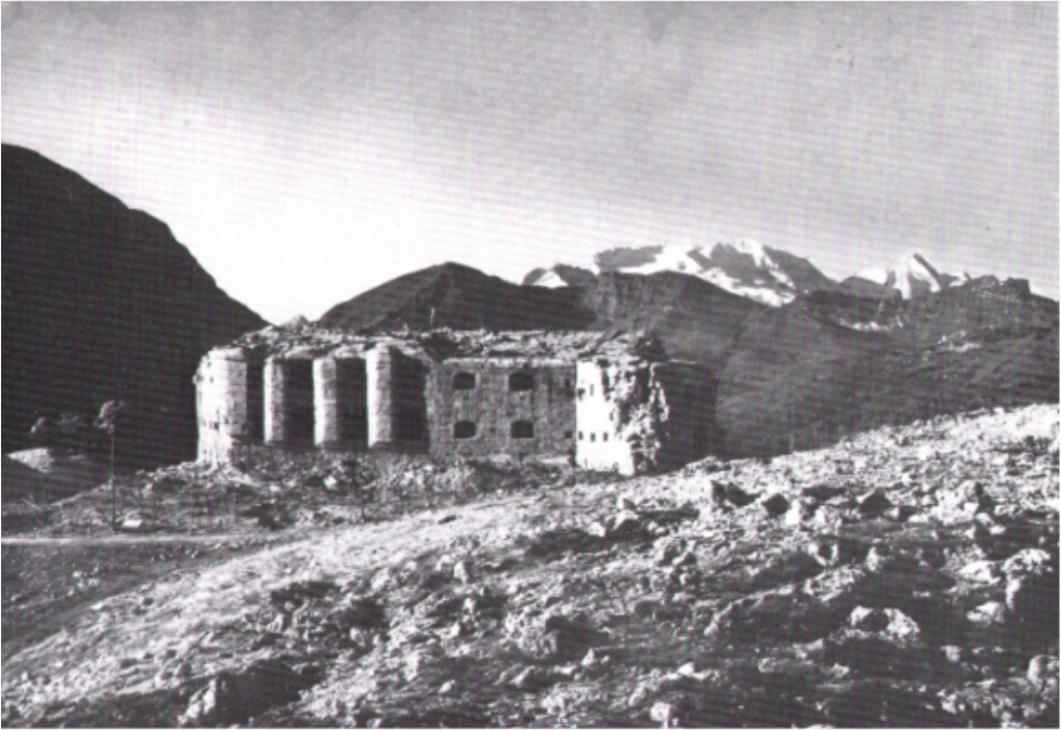
Tre Sassi po roce 1916

Tre Sassi (původní oficiální název Tra i Sassi, „Mezi kameny“, nakonec z neznámých důvodů známá převážně pod názvem Tre Sassi) je hraniční pevnost, která byla součástí rakousko-uherského opevnění hranic s Itálským královstvím.
Nachází se v blízkosti současné hranice provincií Trento a Belluno, severovýchodně od Col di Lana v průsmyku Valparola mezi vrcholy Hexenstein (italsky Sasso di Stria, Ladinsky Sass de Stria) a Piccolo Lagazuoi.

## Historie
Úkolem pevnosti bylo uzavřít přístup k průsmyku Falzarego a tím spojení mezi východem a západem - městečky Cortina d'Ampezzo a Arabba po Velké dolomitické cestě.
Posádka pevnosti se skládala z jednoho důstojníka a 36 mužů.
Pevnost byla postavena v letech 1897-1900. Při začátku první světové války bylo zřejmé, že pevnost je zastaralá a nemůže vydržet přímý útok. Dne 5. července 1915 byla pevnost bombardována těžkým dělostřelectvem a rakouskouherská posádka ji opustila. Pro zmatení nepřítele však v pevnosti v noci svítili a Italové až do konce věřili, že pevnost je funkční.

## Současnost
V současné době se v pevnosti nachází muzeum obsahující památky vztahující se k první světové válce v Dolomitech. Muzeum bylo založeno dne 27. září 2002 a otevřeno pro veřejnost dne 12. srpna 2003. Obsahuje historické artefakty světové války shromážděné rodinou Lancedelli. Muž, oblečený jako voják první světové války stojí stráž mimo zařízení. Exponáty byly shromažďovány po dobu 45 let a muzeum má údajně mít návštěvnost 20 000 návštěvníků ročně. Kasárna a zákopy byly znovu v blízkosti muzea obnoveny. Výlety na sněžnicích umožňují zimním návštěvníkům poznat, jaký byl život v zákopech první světové války v zimě.